# Ojos más que ojos
Ojos Más Que Ojos es un álbum de estudio del grupo Ciudad Jardín perteneciente a la compañía discográfica Hispavox editado en el año 1995 compuesto por 10 canciones, en la portada del álbum se visualiza la imagen de un total de 28 ojos de diversas formas.

## Lista de canciones
| N.º | Título                               | Duración |  |
| 1.  | «La Secta De La Hormiga»             |          |  |
| 2.  | «Fatalidá»                           |          |  |
| 3.  | «El Rojo Es El Flexible»             |          |  |
| 4.  | «Cubo's Discoteca»                   |          |  |
| 5.  | «Sábanas Con Talco»                  |          |  |
| 6.  | «Duna Móvil»                         |          |  |
| 7.  | «Abre Bien Los Ojos»                 |          |  |
| 8.  | «Él Sopla Y Le Sopla»                |          |  |
| 9.  | «Revolcón De Arena Y Agua»           |          |  |
| 10. | «El Canto De Las Aguas (Tema Extra)» |          |  |